# Севбо, Платон Иванович
Платон Иванович Севбо (15 июня 1900 — октябрь 2001 год) — украинский учёный, изобретатель, главный конструктор Института электросварки имени Е.О. Патона.

## Биография
Сын священника, репрессированного в 1937 году. Окончил Слуцкое духовное училище и Минскую семинарию. Работал сельским учителем, техником, конструктором, заведующим КБ завода.
С 1937 года конструктор, главный конструктор Института электросварки АН УССР.
Кандидат технических наук (1943, без защиты диссертации).
Умер в октябре 2001 года на 102-м году жизни.
Герой документального фильма «Сто лет жизни Платона Севбо».
Дочь — Ирина Платоновна Севбо (Белецкая) — лингвист, философ, общественный деятель, доктор филологических наук.

## Монографии
- Комплексная механизация и автоматизация сварочных процессов /П. И. Севбо; АН УССР. — Киев: Наукова думка, 1964. — 86 с.
- Конструирование и расчет механического сварочного оборудования / П. И. Севбо; АН УССР. — Киев : Наукова думка, 1978. — 398 с. — (НТП. Наука и технический прогресс)). — Библиогр.: с. 396—397 (17 назв.)

## Награды и премии
- Сталинская премия первой степени (1946) — за коренное усовершенствование технологии и организацию высокопроизводительного поточного метода производства средних танков при значительной экономии материалов, рабочей силы и снижении себестоимости.
- орден «За заслуги» III степени (2000) — за весомые достижения в трудовой и профессиональной деятельности[1].
- орден Трудового Красного Знамени
- орден «Знак Почёта».